# Parque Nacional Kazbegi
O Parque Nacional Kazbegi fica na região de Misqueta-Montanhas, no nordeste da Geórgia.
O parque é um destino turístico popular, apesar da falta de infra-estrutura turística básica.
Os monumentos históricos notáveis do parque incluem o templo de Sameba, do século XIV, o Garbanikerk, do século X, a basílica de Sioni, a basílica de Akhaltsikhe e o castelo de Sno do século XVII. Na área encontra-se uma mistura de costumes cristãos e pagãos.